# Riojasaurus
Riojasaurus war ein pflanzenfressender Dinosaurier aus der Gruppe der Plateosauria. Er lebte in der oberen Trias (Norium) und ist nach der argentinischen Provinz La Rioja benannt, wo erstmals seine Fossilien gefunden wurden.

## Beschreibung
Riojasaurus erreichte eine Länge von sechs bis elf Metern und wog bis zu drei Tonnen. Der Hals und der Schwanz waren langgestreckt, der Kopf hingegen war klein. Die Gliedmaßen und die Knochen des Hüft- und Schultergürtels waren kräftig, die Wirbel hingegen hohl, wohl aus Gründen der Gewichtsersparnis. Die Hinterbeine waren etwas länger als die Vorderbeine, die Füße endeten jeweils in fünf bekrallten Zehen. Die Zähne waren gezackt und löffelförmig, vermutlich ernährte er sich von Araukarien und anderen Nadelholzgewächsen.
Aus dem Bau der Gliedmaßen und der Knöchel schließt man, dass sich Riojasaurus im Gegensatz zu anderen Prosauropoden ausschließlich auf allen vieren, das heißt quadruped, fortbewegen konnte.

## Fossilfunde
Es wurden rund 20 Fossilien, darunter auch vollständige, sowohl von Jungtieren wie auch von Erwachsenen, in Argentinien gefunden. Die Erstbeschreibung erfolgte durch den südamerikanischen Paläontologen José Bonaparte im Jahr 1969.